# Jurriën Timber
Jurriën David Norman Timber, född 17 juni 2001, är en nederländsk fotbollsspelare som spelar för Arsenal.

## Klubbkarriär
Timber började spela fotboll i DVSU som fyraåring och gick 2008 till Feyenoord. 2014 gick Timber och hans tvillingbror Quinten till Ajax. Tvillingparet skrev den 2 februari 2018 på varsitt treårskontrakt med Ajax. Timber debuterade för Jong Ajax i Eerste Divisie den 2 november 2018 i en 2–1-förlust mot SC Cambuur.
Timber debuterade för Ajax i Eredivisie den 7 mars 2020 i en 3–1-vinst över SC Heerenveen. Den 18 september 2020 förlängde Timber sitt kontrakt i Ajax fram till juni 2024.

## Landslagskarriär
I maj 2021 blev Timber uttagen i Nederländernas trupp till EM i fotboll 2020 av förbundskaptenen Frank de Boer. Han debuterade för Nederländerna den 2 juni 2021 i en vänskapsmatch mot Skottland som slutade 2–2.

## Meriter
Ajax
- Eredivisie: 2020/2021, 2021/2022
- KNVB Cup: 2020/2021

### Arsenal
- FA Community Shield: 2023[8]

 Nederländerna U17
- U17-Europamästerskapet: 2018